# Cimitero militare austro-ungarico di Aurisina
Il cimitero militare austro-ungarico di Aurisina è un cimitero di guerra che si trova nei pressi della località di Aurisina Stazione, all'interno della dolina Šišček.

## Storia
Nel 1915 venne creato ad Aurisina un ospedale da campo. Le sepolture dei deceduti vennero effettuate, in un primo tempo, presso il cimitero civile della località. L'anno seguente si procedette alla costruzione dell'attuale struttura.
Il cimitero è stato oggetto di diversi lavori di manutenzione; i primi vennero effettuati dall'associazione dei Giovani Pompieri dell'Austria Superiore. Dopo una ricognizione nel 1973, effettuata assieme all' Österreichische Schwarze Kreuz e al governo dell'Austria Superiore, membri dell'associazione intervennero nelle due estati successive. Il cimitero, che necessitava di una profonda ristrutturazione, venne inaugurato, nella sua nuova sistemazione, il 30 agosto 1975.
Negli anni successivi gli interventi di manutenzione sono stati affidati all' Österreichische Schwarze Kreuz (nel 1993, 1996, 2010 e 2012).
Nel gennaio del 2017 il forte vento di bora sradicò una quercia, posizionata lungo il muro perimetrale del cimitero, che distrusse diverse croci di caduti. Successivamente le stesse vennero riposizionate.

## Struttura
Il cimitero segue la forma trapezoidale del piccolo ripiano nel quale è costruito. Posizionato nei pressi del Raccordo autostradale Sistiana-Padriciano, all'interno di una piccola dolina, circondata da una fitta vegetazione; è raggiungibile tramite una carrareccia, indicata come sentiero CAI 32, che lo collega con Aurisina Stazione, e la strada provinciale 5 Aurisina-San Pelagio.

## Caduti
Il cimitero ospita le salme di 1.934 caduti, deceduti nei combattimenti effettuati nella zona, non lontana, compresa tra il Carso monfalconese e il Monte Ermada, nel corso della prima guerra mondiale. Tra queste salme vi è anche una di un militare italiano, Giovanni Driol, del 56º reggimento di fanteria.